# Marcelo Montecino
Marcelo Tomás Montecino Slaughter (Santiago de Chile, 15 de junio de 1943) es un fotógrafo, intérprete, traductor y escritor chileno. Se destaca principalmente por sus fotografías en los distintos procesos políticos y sociales sucedidos en Latinoamérica a fines de los años 60 hasta comienzos de los años 90, contemplando en su obra fotografías del Chile de la Unidad Popular con Salvador Allende en la presidencia, como también los procesos vividos en Bolivia, Nicaragua, El Salvador, Guatemala entre otros países. De todas maneras, Montecino presenta una faceta más personal, en la que se incluyen fotografías de desnudos al igual que de paisajes y fotografía urbana. Desde el año 2015 reside en Chile junto a su esposa.
El 16 de agosto de 2017 el Consejo Nacional de la Cultura y las Artes anunció que el Premio a la Trayectoria en Fotografía Antonio Quintana 2017 se le iba a otorgar a Marcelo Montecino. El día 18 de agosto del mismo año, la presidenta Michelle Bachelet hizo entrega del premio al fotógrafo en el marco del día de la fotografía en un acto en Palacio de La Moneda.

## Biografía
Nació en Santiago de Chile en el año 1943. Hijo de Lillian Slaughter, periodista de La Nación, la que también trabajó en la Embajada de Estados Unidos en Santiago, en la Organización de Estados Americanos (OEA) y la Embajada de Chile en Washington y de Marcelo Montecino Montalva, primo lejano de expresidente Eduardo Frei Montalva, el cual era hijo de Arturo Montecino Rosas, ex Ministro de Agricultura. A la edad de 9 años, en un juego con un amigo, pierde la visión en un ojo luego de sufrir un accidente. En 1954, a la edad de 11 años, se traslada junto a su familia a Estados Unidos. Sus estudios primarios los realizó en el "St. George’s College", mientras que la escuela secundaria fue cursada en el "Archbishop Carroll High School" en Washington D. C. entre los años 1957  y 1961, como también en el "Assumption College, Worcester" en Massachusetts entre los años 1962 y 1963. Sus estudios universitarios fueron realizados en la Universidad George Washington entre los años 1963 y 1966, donde obtiene el grado de "Bachelor of Arts" en Relaciones Internacionales con especialización en estudios latinoamericanos. De vuelta en Chile, en el año 1969 estudia Teoría del Arte en la Universidad de Chile para luego, entre los años 1971 y 1972, volver a Estados Unidos y a su universidad, para realizar un "Programa de Máster en Estudios Latinoamericanos con especialización en Literatura Contemporánea Latinoamericana" (Master’s Degree Program in Latin American Studies with a Major in Latin American Contemporary Literature), aprobando todos los cursos y requisitos, pero dejando la tesis incompleta. Marcelo Montecino está casado y tiene dos muchachos.

### Dictadura militar
Marcelo fotografió un Chile politizado y conmocionado. Los hechos acontecidos afectaron su vida personal de manera dura. Su hermano Cristian fue asesinado por la dictadura militar, como también sus amigos Orlando Letelier y el fotógrafo Rodrigo Rojas De Negri. Sus fotografías capturan parte importante de la historia de Chile. 

“Es uno de los pocos fotógrafos que tiene un trabajo sistemático y constante sobre el periodo de Allende, el golpe, la dictadura y la llegada de la democracia. Él recogió y sistematizó una mirada sobre eso y estuvo constantemente desarrollando un trabajo a propósito de Santiago y las regiones, con una perspectiva fotográfica documental. Una de las características de su trabajo es que uno puede tener una perspectiva sobre el periodo a partir de su archivo fotográfico".
Samuel Salgado, curador de la exposición "Prueba de vida. Chile 1973-1990"

“La fotografía siempre ha sido mi compañera desde muy temprana edad. Pero no la consideraba como profesión. Fue el golpe de Estado lo que armonizó todos los aspectos de mi fotografía previa, en un afán de mostrar lo que veía".
Marcelo Montecino

Mantiene una colección tanto en blanco y negro como a color y su colección, siendo muchas de sus fotos conservadas en la memoria de muchos chilenos. Con respecto al período de dictadura y de la exhibición realizada para la conmemoración de los 40 años del golpe de Estado, Montecino comenta:

“El título "Prueba de Vida" es una referencia a cuando se le pide a un secuestrador que pruebe que la persona está viva. Generalmente es con una fotografía del secuestrado junto a un periódico. Chile fue un secuestro por 17 años y estas fotos son su prueba de vida”.
Marcelo Montecino

Rodrigo Rojas lo consideraba una especie de maestro. Montecino, era parte de los exiliados que vivían en Estados Unidos.

“Iba a todas las actividades de solidaridad con Chile. Tenía unos 14 años y nunca tuve que enseñarle nada técnico en fotografía. Conversábamos largo y luego se metía a mi cuarto oscuro a trabajar. Muchas veces le pedí que ampliara mis fotos”.
Marcelo Montecino

Su hermano Cristian era fotógrafo al igual que él.  Mayor por alrededor de ocho años, trabajaba en Estados Unidos, pero se encontraba en Chile desde julio de 1973 y fue asesinado el 17 de octubre de 1973 a pesar de no tener militancia política ya que fue acusado "por equivocación" por un vecino de la comuna de Lo Prado en Santiago el cual lo "delató". Producto de esto fue ametrallado en un túnel. Su último trabajo formal, luego de escapar a Centroamérica para no realizar el Servicio Militar, fue como fotógrafo del Fondo Monetario Internacional. En su diario personal, en los días previos del golpe de Estado registra:

“Estoy en conflicto y sufro en este momento por seguir ideales y en el camino he destruido a tanta gente", escribió el 1 de septiembre. "Mi futuro es incierto ahora. Me abro a todo. Que pase lo que pase. Me arriesgo a cualquier cosa. Ya no hay nadie que me necesite”.
Cristian Montecino

## Carrera

### Intérprete y traductor
Marcelo Montecino no solo ha trabajado como fotógrafo, también ha ejercido como traductor en organizaciones como la Organización de los Estados Americanos (OEA), la Organización Panamericana de la Salud, el Departamento de Estado de los Estados Unidos, organizaciones enfocadas en recolección de noticias, como también en diferentes negociaciones de acuerdos y tratados internacionales tales como la reforma a la OEA, el tratado bilateral entre Colombia y Estados Unidos en relación con la extradición y negociaciones con guerrillas de distintos países como Perú, Nicaragua, Guatemala, entre otros. Desde su traslado en 1988 a Chile ha trabajado en este mismo rubro para organizaciones como la Comisión Económica para América Latina y el Caribe (CEPAL), la Organización de las Naciones Unidas para la Alimentación y la Agricultura (FAO), la Organización de las Naciones Unidas para la Educación, la Ciencia y la Cultura (Unesco), entre otras organizaciones internacionales, públicas y privadas.
En 1992 fue seleccionado como intérprete del expresidente Patricio Aylwin, como también trabajó con el expresidente Eduardo Frei Ruiz-Tagle en su gira por Asia de gran relevancia para Chile ya que permite la entrada de este país al Foro de Cooperación Económica Asia-Pacífico (APEC).

### Fotógrafo y escritor
Montecino ha trabajado como escritor free-lance, escribiendo en distintas revistas y periódicos de manera regular generalmente acerca de temas de América Latina. Ha trabajado como fotógrafo o más bien reportero gráfico en distintos conflictos latinoamericanos destacándose sus trabajos en publicaciones internacionales tales como Newsweek, Playboy, la revista del The Washington Post y el Financial Times, como también para agencias fotográficas como Gamma-Liaison, Picture Group y Woodfin Camp and Associates.
Desde el año 1960 ha trabajado como fotógrafo. Sus fotografías cubren los años más álgidos en Chile durante el gobierno de la Unidad Popular como también el periodo de transición a la democracia a fines de los años 80 y comienzos de los 90. También cubrió el proceso revolucionario liderado por el Frente Sandinista de Liberación Nacional (FSLN) en Nicaragua, como también el llevado por el Frente Farabundo Martí de Liberación Nacional (FMLN) en El Salvador. El conflicto guatemalteco también fue capturado por Montecino, como diferentes hechos en Perú, Bolivia, Ecuador, entre otros.
Formó parte, aunque nunca de manera oficial, de la desaparecida Asociación de Fotógrafos Independientes (AFI), la cual jugó un papel importante en el registro de la dictadura militar, como también en el proceso de la transición a la democracia.

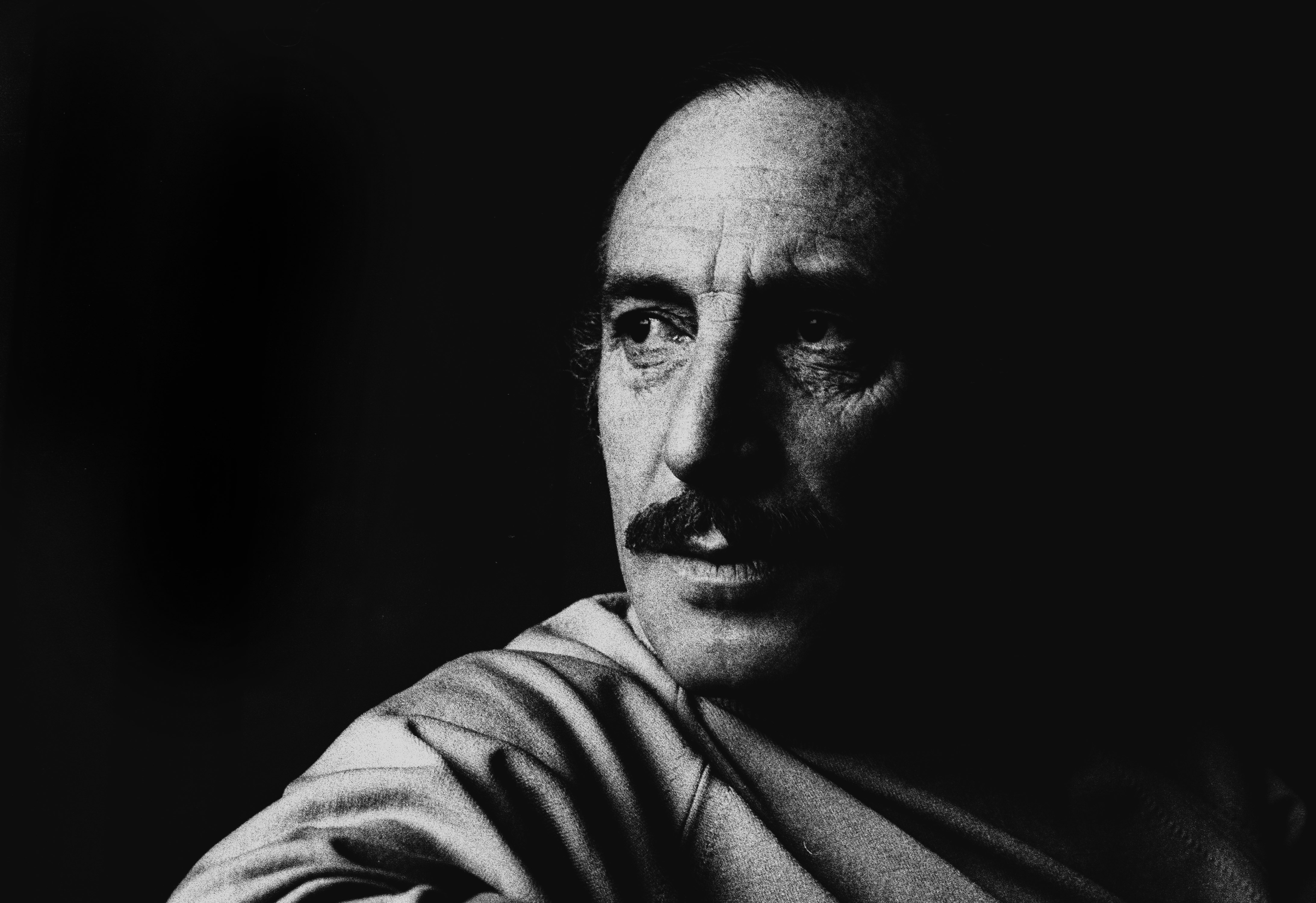
Fotografía de Orlando Letelier tomada por Marcelo Montecino.

Montecino dejó el fotoperiodismo después del año 1989, marcado por el plebiscito, punto desde cual se dedica a una fotografía más personal e introspectiva.
Actualmente, Marcelo Montecino usa formato digital principalmente, siendo sus cámaras la Canon T2i y una Fujifilm X10, lo cual, según afirma, fue casi un nuevo modo de aprender fotografía.

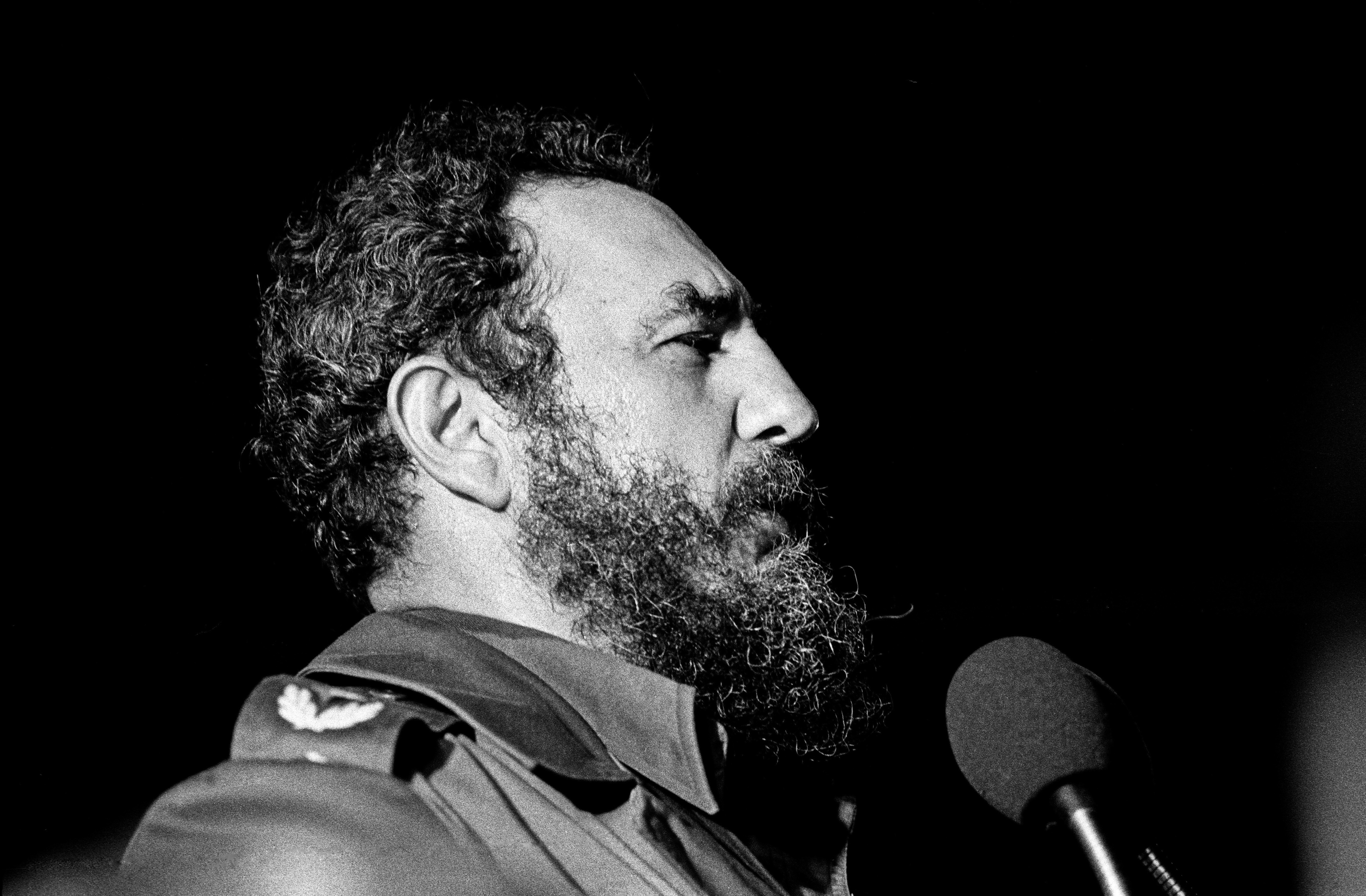
Fotografía de Fidel Castro tomada por Marcelo Montecino.

### Premios
- En 1981 gana un concurso fotográfico de la revista mexicana "Proceso" en el cual se adjudica un premio de US$10.000 por su libro "Con sangre en el ojo". El jurado estaba compuesto entre otros por Gabriel García Márquez, Julio Cortázar y Theotonio Dos Santos.[1]
- En marzo del año 2003 fue nominado al Premio Altazor de las Artes Nacionales por la exposición fotográfica "Santiago jpeg".[1]
- En el año 2012 recibe el Premio Altazor de las Artes Nacionales por su exposición "Irredimible".[7]
- En el 2017 recibe el Premio a la Trayectoria en Fotografía Antonio Quintana.

#### Premio a la Trayectoria en Fotografía Antonio Quintana
El Premio a la Trayectoria en Fotografía Antonio Quintana fue creado en el año 2016, siendo su primer merecedor el fotógrafo chileno Luis Poirot. En el año 2017, Marcelo Montecino recibe este premio por parte del Consejo Nacional de la Cultura y las Artes y de manos de la presidenta Michelle Bachelet, la cual agradeció a Montecino por su obra.

“Gracias por entregarnos, a lo largo de más de 50 años, imágenes tan conmovedoras, fotografías que son claves en la construcción de nuestra identidad fracturada y dispersa, como esa de Letelier exiliado y sonriente, horas antes de ser asesinado, o la de la pareja que se abraza inconsolable frente a este Palacio de La Moneda incendiado y destruido”.
Presidenta Michelle Bachelet

En la oportunidad, la presidenta reconoció el carácter político y social de la obra del Montecino, destacando que ella:

"es maciza, es plural, es inspiradora. Nos habla de un pasado doloroso, pero descubre en ese pasado las marcas de aquello que nos hace ser quienes somos, esa mirada chilena un poco de soslayo".
Presidenta Michelle Bachelet

### Libros
- Montecino, Marcelo (1981). Con sangre en el ojo. México, D. F.: Nueva Imagen. ISBN 968-429-289-9.
- Montecino, Marcelo; Verdugo, Patricia (1990). Romería y Querencias. Santiago de Chile: Emisión.
- Montecino, Marcelo (1994). Nunca supe sus nombres. Santiago de Chile: LOM Ediciones. ISBN 956-736-905-4.
- Montecino, Marcelo; Montecino, Cristian (2011). Irredimible: Diario 1973. Santiago de Chile: Ocho Libros. ISBN 978-956-33-5059-3.
- Pérez, Claudio; López, Héctor; Montecino, Marcelo; Hoppe, Alejandro (2013). Chile 1973-1990, la dictadura de Pinochet. Santiago de Chile: LOM Ediciones. ISBN 978-956-00-0462-8.
- Montecino, Marcelo (2013). Marcelo Montecino, 50 años (PDF). Santiago de Chile: Pehuén. ISBN 978-956-16-0576-3. Archivado desde el original el 21 de febrero de 2014. Consultado el 10 de febrero de 2014.
- Montecino, Marcelo (2014). Las calles de las penas Viajes por América Latina (1975-1995). Santiago de Chile: LOM Ediciones. ISBN 978-956-00-0524-3.
- Montecino, Marcelo (2015). Santiago invierno/verano. Santiago de Chile: Ocho Libros Ediciones. ISBN 956335219X.
- Montecino, Marcelo (2015). Adelitas. Santiago de Chile: Pehuén Editores. p. 132. ISBN 978-956-16-0633-3.
- Montecino, Marcelo (2015). Walking around (Santiago). Santiago de Chile: Pehuén Editores. p. 116. ISBN 978-956-16-0634-0.

### Exhibiciones

#### Exposiciones individuales
- "Retrospective" (Retrospectiva), del Banco Interamericano de Desarrollo (BID), Washington D. C., 1971.
- "Retrospectiva", Museo Nacional de Bellas Artes (MNBA), Santiago de Chile, 1973.
- "Recent Photographs from Chile and Central America", fotografías recientes de Chile y Centroamérica. Fondo del Sol Visual Arts Center, Washington D. C., 1978.
- "The year of the dog" (El año del perro), fotografías de un año de cobertura de América Latina. Instituto Chileno Norteamericano de Cultura, Santiago de Chile , 1982.
- "Sud América" (Sud América), fotografías recientes de América del Sur. Exposición itinerante de las principales ciudades italianas, que terminó en Roma. Museo del Folklore, Roma, Italia, 1983.
- "Color local", cibachromes de la cobertura reciente en Chile y América Central. Centro Cultural Estación Mapocho, Santiago de Chile, 1982.
- "Chile", Fondation Maison des sciences de l'homme, París, Francia. 1986.
- "Political Art Street", fotografías de América Latina que representan diferentes manifestaciones del arte político en las calles. Biblioteca del Congreso de Estados Unidos, Washington D. C., abril de 1989.
- "Nunca supe sus nombres", fotografías sobre violaciones de los Derechos Humanos en las Américas. Museo de Santiago, Santiago de Chile, 1994.
- "Santiago, jpeg", fotografías recientes en formato digital de Santiago. Museo de Arte Contemporáneo, Santiago de Chile, 2003.
- "Irredimible", exhibición que se transformó en un libro de nombre homónimo e incluye fotografías de la última macha en apoyo a Allende, el funeral de Neruda y la búsqueda del cuerpo de su hermano en el Servicio Médico Legal. Museo de la Memoria y los Derechos Humanos, Santiago de Chile, julio y noviembre de 2012.
- "Prueba de vida. Chile 1973-1990", recopilación de fotografías del funeral de Neruda y del Estadio Nacional como prisión. Museo de Arte Contemporáneo, Santiago de Chile, septiembre, 2013.
- "Las calles de las penas", un recorrido personal por los Derechos Humanos en Latinoamérica. Museo de la Memoria y los Derechos Humanos, Santiago de Chile, junio, 2014.
- "Caballero solo". CorpArtes, Santiago de Chile, 14 de octubre de 2016 al 22 de enero de 2017.
- "Farawell". Centro Cultural Estación Mapocho, Galería Bicentenario, Santiago de Chile, 27 de enero de 2017 al 19 de marzo de 2017.
- "La máquina de coser y el paraguas. Franklin (1962-2018)". Museo de la Memoria y los Derechos Humanos, Santiago de Chile, junio, 2018.[15]
- "La máquina de coser y el paraguas. Franklin (1962-2018)". Museo Municipal de Bellas Artes de Valparaíso, Valparaíso, 2020.[16]

#### Exhibiciones grupales
- "America: no Invoco tu nombre en vano", una exhibición del arte contemporáneo chileno. Museo de Arte Contemporáneo, Santiago, Chile, 1969.
- "Chile Vive", una exhibición de la cultura chilena patrocinada por el Ministerio de Cultura de España. Madrid, España, 1986.
- "13 Hispanic Photographers" (13 fotógrafos hispanos), exhibición itinerante de lo mejor de la fotografía hispánica contemporánea en los Estados Unidos. International Center for Photography (ICP) y otros museos y galerías. Nueva York, 1986-1992.
- "Un cierto tiempo, un cierto lugar", con Paz Errázuriz. Museum of Fine Arts, Boston, junio, 1991.
- "Chile from within", una exhibición itinerante acerca de la lucha contra el régimen militar, con Susan Meiselas como curadora. 1992-2000.
- "Chile, 30 años,", una exhibición colectiva de la fotografía chilena. Museo de Arte Contemporáneo, Santiago, Chile, septiembre 2003.
- "Chile, 30 years,", una muestra de cuatro fotoperiodistas chilenos en el Festival de Perpiñán. Perpiñán, Francia, septiembre, 2003.